# 秋山陽子
秋山 陽子（あきやま ようこ、1972年〈昭和47年〉9月10日 - ）は、高知放送の元アナウンサー。
高知県高知市出身。二松學舍大学文学部を卒業。1998年高知放送に入社し、2010年退社。

## 担当した番組
テレビ
- おはようこうち

ラジオ
- 歌のない歌謡曲
- 高知県ラジオパワー促進実行委員会！おはこん！！
- 石工房キタムラ・これで安心お墓作り
- 森里海の物語